# Winx (2. sezona)
Druga sezona animirane  televizijske serije Winx sastoji se od 26 epizoda te se izvorno prikazala na talijanskom kanalu Rai Due od 19. travnja do 14. srpnja 2005. godine. 
Sezona se u Hrvatskoj prvi puta prikazivala subotom i nedjeljom u jutarnjem terminu na programu Nove TV  od 7. lipnja do 31. kolovoza 2008. godine, odmah nakon emitiranja prethodne sezone. Sezona se kasnije, osim ponovnih repriza na Novoj TV, također prikazivala na Mini TV od listopada 2008. godine pa do danas, te 2019. godine na programu Dome TV.
Nickelodeon je 18. prosinca 2011. godine prikazao specijal pod naslovom "Sjenoviti feniks" koji prikazuje sažetak događaja iz druge sezone.

## Radnja
U drugoj sezoni Winxicama se pridružuje Layla, vila valova i princeza Androsa. Sasvim slučajno dođe u kontakt s vilama iz Alfee bježući od Lorda Drakara koji je oteo i zarobio male “vilice” zvane Piksiji koje je Layla pokušala spasiti od njega. U svome planu da ukrade sva četiri dijela knjige - onaj iz Alfije, Mračnog Tornja, Crvene Fontane te iz Pikxie sela, Darkar se udružuje s Trixicama i daje im novu moć. U novoj školskoj godini, u Alfiju dolazi i Avalon, novi profesor koji pomaže Bloom da otkrije više o svojoj prošlosti. Uz pomoć Trix, Darkar dobije sva četiri dijela knjige, a Winxce se moraju pripremiti na borbu s opakim protivnikom na način da dobiju moć Charmixa.

## Hrvatska sinkronizacija
Studio A.V.I.D. je 2007. godine proizveo hrvatsku sinkronizaciju prve i druge sezone, stoga obje sezone imaju identičnu glumačku postavu. 

### Glavne uloge
Sljedeći glumci su navedeni pod zaslugama u odjavnoj špici 2. sezone:
- Nina Benović — Flora, Chatta, Stormy, Mitzi, Samara, Ninfea, Jolly
- Marko Jelić — Brandon
- Ivan Krošelj — Sky, Erendor
- Zrinka Kušević — Musa, Tune, Vanessa, Daphne
- Mirta Muždalo — Faragonda, Darcy, Concorda
- Tajna Peršić — Tecna, Digit, Griselda
- Nina Sabo — Bloom, Lockette, Ediltrude, Naratorica
- Igor Šehić — Riven, Mike
- Željka Vujaković — Stella, Icy
- Dinko Vujević — Timmy, Palladium, Saladin

### Ostale uloge
- Dea Fabris — Diaspro, Griffin, Livy
- Matija Tonković — Lord Darkar, Zing
- Nikola Dabac — Helia, Avalon
- Valentina Lončarić — Layla, Mirta, Amentia, Junko

## Epizode
Vidi još: Popis epizoda Winx Cluba
| 27. | 1.  | "Feniks" "The Shadow Phoenix"                           | 19. travnja 2005. | 7. lipnja 2008.    |
| Winxice slave početak nove školske godine u Alfei. U međuvremenu, misteriozna djevojka imena Layla pokušava spasiti Piksije, male vilinske prijatelje, iz zatočeništva Lorda Darkara. Nakon što u tome ne uspije, izmorena od borbe dolazi u Alfeu te upoznaje Winx koje za nju imaju mnoga pitanja.                    |     |                                                         |                   |                    |
| 28. | 2.  | "Povratak Trixa" "Up to Their Old Trix"                 | 21. travnja 2005. | 8. lipnja 2008.    |
| Trix su u zatočeništvu iz kojeg nikako da pobjegnu. Na njihovu sreću, Lord Darkar ih spasi i daje im nove moći te se tako Trix udružuju s novim zlikovcem. |     |                                                         |                   |                    |
| 29. | 3.  | "Spasilačka ekspedicija" "Rescue Mission"               | 26. travnja 2005. | 14. lipnja 2008.   |
| Bloom, Stella i Layla se udružuju sa specijalistima te odlaze u podzemlje kako bi pronašle i spasile piksije. Nevolje nastanu kad ih napadnu čudovišta iz podzemlja. |     |                                                         |                   |                    |
| 30. | 4.  | "Princeza Amentia" "Princess Amentia"                   | 28. travnja 2005. | 15. lipnja 2008.   |
| Stella i Brandon se razdvoje od grupe te se nađu u podzemnom kraljevstvu. Tamo upoznaju princezu Amentiu koja se zaljubljuje u Brandona te mu naredi da se njome oženi. |     |                                                         |                   |                    |
| 31. | 5.  | "Magična veza" "Magic Bonding"                          | 3. svibnja 2005.  | 21. lipnja 2008.   |
| Stella se ponovno pridružuje Skyju, Bloom i Layli u spašavanju piksija. Na putu do podzemnog dvorca u kojem su piksiji zarobljeni, vile se ponovno suočavaju sa zlim Trixicama. U međuvremenu, Brandon je u nevolji jer se princeza iz podzemlja želi udati za njega.                                                   |     |                                                         |                   |                    |
| 32. | 6.  | "Odbjegli mladoženja" "Runaway Groom"                   | 5. svibnja 2005.  | 22. lipnja 2008.   |
| Došao je dan vjenčanja princeze Amentie i Brandona. Uz pomoć piksija, Sky, Bloom, Stella i Layla moraju zaustaviti ceremoniju prije nego što bude prekasno. |     |                                                         |                   |                    |
| 33. | 7.  | "Misteriozni kamen" "The Mysterious Stone"              | 10. svibnja 2005. | 28. lipnja 2008.   |
| Bloom, Stella i Layla se vraćaju u Alfeu zajedno sa piksijama te ih upoznaju s Florom, Musom i Tecnom. Pred curama je novi zadatak: uništiti naizgled neuništiv misteriozni kamen. Zašto je kamen neuništiv i ima li on ikakve veze sa novim misterioznim profesorom koji se pojavio u Alfei?                           |     |                                                         |                   |                    |
| 34. | 8.  | "Patribrejker" "Party Crasher"                          | 12. svibnja 2005. | 29. lipnja 2008.   |
| Winxice i majstori magije sastaju se na ceremoniji otvorenja novouređene Crvene Fontane. Kako bi proveo svoj zli plan, Lord Darkar treba prvi od četiri dijelova knjige koji se nalazi upravo u Crvenoj Fontani, a Trix će iskoristiti ovu priliku da ga pokušaju ukrasti.                                              |     |                                                         |                   |                    |
| 35. | 9.  | "Avalonova tajna" "Professor Avalon's Secret"           | 17. svibnja 2005. | 5. srpnja 2008.    |
| Tecna i Digit su uvjerene kako je profesor Avalon lažljivac te pokušavaju otkriti njegov pravi identitet. |     |                                                         |                   |                    |
| 36. | 10. | "Knjiga" "The Crypt of the Codex"                       | 19. svibnja 2005. | 6. srpnja 2008.    |
| Bloom, Flora i Tecna udružuju se s majstorima magije kako bi zaštitile knjigu Crvene Fontane od napada Trixica. Nažalost, borba će završiti kobno za Skyja, a Bloom će trebati iskoristiti svoje iscjeljiteljske moći da ga spasi.                                                                                      |     |                                                         |                   |                    |
| 37. | 11. | "Utrka s vremenom" "Race Against Time"                  | 24. svibnja 2005. | 12. srpnja 2008.   |
| Na piksije je bačena čin koja ih tjera da se vrate kući te otkriju put do Piksi sela zlom Lordu Darkaru. Hoće li ih Winxice zaustaviti na vrijeme? |     |                                                         |                   |                    |
| 38. | 12. | "Pobjeda" "Winx Together!"                              | 26. svibnja 2005. | 13. srpnja 2008.   |
| Kada se novi misteriozni dečko imena Jared zaljubi u Musu, Darcy ga iskoristi kako bi bacila zlu čin na simulator u kojem Winxice moraju položiti ispit. Cure će morati naučiti efikasno kombinirati svoje moći kako bi se zajedno izvukle iz ove nevolje.                                                              |     |                                                         |                   |                    |
| 39. | 13. | "Nevidljivi Piksiji" "The Invisible Pixies"             | 31. svibnja 2005. | 19. srpnja 2008.   |
| Bloom, Stella, Layla i Musa odluče pobjeći s nastave te otići u posjet Bloominom radnom gradu Gardeniji. Stvari se zakompliciraju kada cure upadnu u nevolju u noćnom klubu. |     |                                                         |                   |                    |
| 40. | 14. | "Bitka na planeti Eraklyon" "Battle on Planet Eraklyon" | 2. lipnja 2005.   | 20. srpnja 2008.   |
| Bloom, Flora, Sky i Brandon odlaze na Eraklyon kako bi princezu Diaspro spasili od nevolja. Musa se nađe u borbi sa Stormy koja pokušava špijunirati Alfeu. |     |                                                         |                   |                    |
| 41. | 15. | "Show ide dalje" "The Show Must Go On!"                 | 7. lipnja 2005.   | 26. srpnja 2008.   |
| Musu čeka veliki nastup na pozornici Crvene Fontane, no njezin posebna večer se pretvori u noćnu moru kada Stormy upadne na koncert te napadne njenog oca. |     |                                                         |                   |                    |
| 42. | 16. | "Noć vještica" "Hallowinx!"                             | 9. lipnja 2005.   | 27. srpnja 2008.   |
| Winxice posjećuju misterioznu kuću u Gardeniji gdje Mitzi održava zabavu povodom Noći vještica. Tulum postane ozbiljan kada Winxice saznaju da kuću opsjedaju duhovi zlih sestara. |     |                                                         |                   |                    |
| 43. | 17. | "Savez s vješticama" "Twinning with the Witches"        | 14. lipnja 2005.  | 2. kolovoza 2008.  |
| Winx odlaze u Mračni Toranj kako bi dio knjige koji se tamo nalazi zaštitile od napada Trixica. Gdje se točno nalazi knjiga i tko će ju prvi pronaći? |     |                                                         |                   |                    |
| 44. | 18. | "U srcu Mračnog Tornja" "In the Heart of Cloud Tower"   | 16. lipnja 2005.  | 3. kolovoza 2008.  |
| Winxice moraju raditi zajedno sa vješticama kako bi prostorije Mračnog Tornja zaštitile od napada Trixica. Kad Trix uspiju pronaći knjigu, Winxice moraju kombinirati svoje moći da ih zaustave. |     |                                                         |                   |                    |
| 45. | 19. | "Špijun iz sjene" "The Spy in the Shadows"              | 21. lipnja 2005.  | 9. kolovoza 2008.  |
| Bloom obuzmu zle čini zbog kojih odluči napasti tajnu arhivu Alfije kako bi ukrala knjigu. Hoće li se Winxice moći suprotstaviti svojoj najboljoj prijateljici kako bi zaštitile knjigu? |     |                                                         |                   |                    |
| 46. | 20. | "Pixi selo" "Pixie Village"                             | 23. lipnja 2005.  | 10. kolovoza 2008. |
| Winxice i majstori magije odlaze u Wildland gdje ne smiju koristiti magiju. Trix su na misiji da pronađu Pixie selo i ukradu dio knjige koji se tamo nalazi. |     |                                                         |                   |                    |
| 47. | 21. | "Moć Charmixa" "Charmix Power"                          | 28. lipnja 2005.  | 16. kolovoza 2008. |
| U Wildlandu, Trix pošalju čudovišta na Winxice. Zadatak vila je obraniti se bez magije te zaslužiti Charmix moć. |     |                                                         |                   |                    |
| 48. | 22. | "Bitka u Wildlandu" "Danger in the Wildland"            | 30. lipnja 2005.  | 17. kolovoza 2008. |
| Predvođeni Timmyjem, Winxice i majstori magije spremaju zamku za vještice. Hoće li se uspješno obraniti od napada vještica bez svojih moći? U međuvremenu, Layla se odvoji od grupe te se mora suočiti sa svojim strahom od samoće kako bi dobila Charmix.                                                              |     |                                                         |                   |                    |
| 49. | 23. | "Istina" "The Time for Truth"                           | 5. srpnja 2005.   | 23. kolovoza 2008. |
| Bloom, Stella, Musa, Tecna i Layla testiraju svoje nove Charmix moći. Flora odlazi u Piksi selo kako bi izliječila bolesno drvo života. Hoće li se Flora moći suočiti sa svojim strahovima i dobiti moć Charmixa? U međuvremenu, cure otkrivaju pravi identitet profesora Avalona zbog kojeg će Bloom upasti u nevolju. |     |                                                         |                   |                    |
| 50. | 24. | "Darkarova zarobljenica" "Darkar's Prisoner"            | 7. srpnja 2005.   | 24. kolovoza 2008. |
| Bloom je oteta i odvedena zlom Lord Darkaru. Zadatak Winxica i majstora magije je otići u podzemlje i spasiti svoju najbolju prijateljicu. |     |                                                         |                   |                    |
| 51. | 25. | "Susret s neprijateljem" "Face to Face with the Enemy"  | 12. srpnja 2005.  | 30. kolovoza 2008. |
| Winx i majstori magije ulaze u podzemni dvorac Lorda Darkara. No prije nego što dođu do njega i spase Bloom, moraju se suočiti s opasnim čudovištima. U međuvremenu, Trix saznaju da ih je Lord Darkar iskoristio. |     |                                                         |                   |                    |
| 52. | 26. | "Feniks je oslobođen" "The Phoenix Revealed"            | 14. srpnja 2005.  | 31. kolovoza 2008. |
| U napetoj finalnoj borbi, Winx moraju zaustaviti zlog Lorda Darkara i vratiti Bloom u normalno stanje uz pomoć majstora magije i svojih profesora. Hoće li finalna konvergencija moći biti dovoljna da pobjedi Lorda Darkara?                                                                                           |     |                                                         |                   |                    |